# Jacob Jonas Björnståhl
Jacob Jonas Björnståhl est un philologue suédois né le 23 janvier 1731 à Näshulta (Eskilstuna) et mort le 12 juillet 1779 à Thessalonique. Il est principalement connu pour ses voyages à travers l'Europe et les relations qu'il en a faits dans son journal et sa correspondance.

## Biographie
Il étudie à l'université d'Uppsala et décroche une maîtrise de philologie et de philosophie et devient professeur de philologie suédoise à partir de 1763 et arabe à partir de 1765.
À partir de 1767, il entreprend une série de voyages à travers l'Europe et ne rentrera jamais en Suède.
Il passe trois ans à Paris, avant de découvrir l'Italie, Rome (décembre 1770), la Suisse - où il rencontre Voltaire à Ferney -, l'Allemagne, les Pays-Bas (1774) - où il rencontre Denis Diderot, qui lui donne une lecture de ses Eleuthéromanes - et l'Angleterre (printemps 1775).
Il est emporté par la peste à Thessalonique en 1779. A. Viator a reproduit son épitaphe.
Il était membre de l'Académie des inscriptions et belles-lettres de Paris et de la Society of Antiquaries of London.

## Écrits
- (sv) Lettre à Charles Linné, datée du 8 février 1775 (en ligne).
- Lettre de M. Jacques Jonas Bjornstahl, Sçavant Suédois de l'Accadémie Royale d'Upsal, Correspondant de celle des Inscriptions & Belles Lettres de Paris, touchant la Version Arabe des cinq Livres de Moyse & qui se trouve dans le Pentateuque-Tritaple-Samaritain, Ms de la Bibliothéque du Prince Barberini, A l'Auteur de ces Considérations sur l'Intégrité du Texte Hébreu. In : Gabriel Fabricy, Des titres primitifs de la Révélation [...], tome premier, A Rome, chez Pierre Durand [et al.], MDCCLXXII, p. 373-385. CR : Journal des sçavans, janvier 1774, p. 33-38.
- (de) Jacob Jonas Björnstähl, Professors der morgenländischen Sprachen zu Lund, Briefe auf seinen ausländischen Reisen an den Königlichen Bibliothekar C. C. Gjörwell in Stockholm [Lettres de ses voyages à l'étranger au bibliothécaire royal C. C. Gjörwell, à Stockholm], trad. du suédois par Just Ernst Groskurd, A Stralsund, chez Struckler, 1777, 5 vol. CR : Esprit des journaux, décembre 1778, tome XII, p. 114-125 ; L'esprit des journaux, francais et etrangers, août 1778, p. 396-398.
  - (de) Leipzig, Rostock, Johan Christian Koppe (de), 1779, en ligne.
  - (nl) Amsterdam, 1792, 6 vol. in-8°.
  - (sv) Resa till Frankrike, Italien, Sweitz etc., Stockholm, 1870-1874, 6 vol.
- Cinq lettres adressées de Rome du 3 avril 1771 au 11 mars 1772 à Mercier, abbé de St Leger et bibliothécaire de Ste Geneviève à Paris par Jacques Jonas Bjornstahl [...], Le Bibliophile belge, tome IV, 1845, Bruxelles, Librairie ancienne et moderne, 1847, p. 397-419[2].

## Portraits
- Portrait, en ligne
- J. Gillberg, J. J. Björnståhl [portrait], Kopparstick av, efter medaljong av J. T. Sergel, 1772, en ligne dans le Svenskt biografiskt lexikon.